# Marcus Hurley
Pour les articles homonymes, voir Hurley.
Marcus Hurley, né le 22 décembre 1883 à Nouvelle-Rochelle et mort le 28 mars 1941 à New York, est un cycliste sur piste américain.
Il est intronisé au Temple de la renommée du cyclisme américain en 1996.

## Biographie
À l'âge de 17 ans, Hurley est champion américain amateur en sprint et défend ce titre avec succès pendant trois ans. Aux Jeux olympiques d'été de 1904 à Saint-Louis, il remporte l'or sur les courses du quart de mile, du tiers de mile, du demi-mile et du mile. Dans la course sur deux miles, il termine troisième. En 1904, il est également champion du monde en sprint.
Jusqu'en 1908, Hurley joue aussi au basket-ball pour le New York Athletic Club et l'université Columbia. Hurley vit à New York et est ingénieur de profession.

## Palmarès

### Jeux olympiques
- Jeux olympiques d'été de 1904 à Saint-Louis (États-Unis)
  -  Médaille d'or sur 1/4 mile
  -  Médaille d'or sur 1/3 mile
  -  Médaille d'or sur 1/2 mile
  -  Médaille d'or sur 1 mile
  -  Médaille de bronze sur 2 miles

### Championnats du monde
- Londres 1904
  -  Champion du monde de vitesse amateurs

## Sources
- (de) Cet article est partiellement ou en totalité issu de l’article de Wikipédia en allemand intitulé « Marcus Hurley » (voir la liste des auteurs).